# Coppa Italia 1985-1986 (pallavolo maschile)

La Panini Modena, vincitrice dell'edizione

La Coppa Italia di pallavolo maschile 1985-86 fu l'8ª edizione della manifestazione organizzata dalla FIPAV.

## Regolamento e avvenimenti
Alla manifestazione presero parte le trentasei squadre di Serie A1 e A2. Si disputò un preliminare con trenta squadre suddivise in sei gironi da quattro squadre e in due gironi da tre. Le squadre si ridussero a due nei turni successivi, che videro partecipare anche le formazioni di A1 che non avevano giocato la prima fase.
Le vincitrici delle semifinali, oltre alla Panini Modena e alla Tartarini Bologna finaliste dei play-off scudetto e ammesse di diritto, disputarono il girone finale ad Arona, tra il 6 e l'8 giugno 1986; vincitrice risultò essere la Panini Modena.

## Girone finale

### Partecipanti
- Panini Modena
- Santal Parma
- Tartarini Bologna
- Pallavolo Falchi Ugento

### Classifica
| Pos. | Squadra               | Pt | G | V | P | SV | SP |
| ---- | --------------------- | -- | - | - | - | -- | -- |
| 1.   | Panini Modena         | 6  | 3 | 3 | 0 | 9  | 3  |
| 2.   | Tartarini Bologna     | 4  | 3 | 2 | 1 | 7  | 4  |
| 3.   | Santal Parma          | 2  | 3 | 1 | 2 | 4  | 7  |
| 4.   | Victor Village Ugento | 0  | 3 | 0 | 3 | 3  | 9  |

| Vincitrice della Coppa Italia |

### Risultati

#### Tabellone
|         | Bologna | Modena | Parma | Ugento |
| ------- | ------- | ------ | ----- | ------ |
| Bologna | XXX     | –      | 3-0   | 3-1    |
| Modena  | 3-1     | XXX    | 3-1   | 3-1    |
| Parma   | –       | –      | XXX   | 3-1    |
| Ugento  | –       | –      | –     | XXX    |